# Differential item functioning
Differential Item Functioning (DIF) bzw. gruppenabhängiger Indikator ist ein Begriff aus der Psychologischen Diagnostik, der aus der Anwendung von psychologischen Instrumenten in verschiedenen Kulturen bzw. Subkulturen entstanden ist, und unterschiedliches Antwortverhalten in Gruppen auf gleiche Fragen beschreiben soll. Gruppenabhängigkeit entsteht, wenn Menschen aus verschiedenen Gruppen (meistens Geschlecht oder Ethnie) mit denselben Persönlichkeitseigenschaften oder mit derselben Fähigkeit eine unterschiedliche Wahrscheinlichkeit aufweisen, eine gewisse Antwort auf einen Fragebogen oder einen Test zu geben.
Die Analyse der Gruppenabhängigkeit ermöglicht einen Hinweis auf unerwartetes Verhalten in Bezug auf einen Indikator (Item (Test)). Ein Indikator weist noch keine Gruppenabhängigkeit auf, wenn Menschen aus verschiedenen Gruppen unterschiedliche Antwortwahrscheinlichkeiten aufweisen. Hingegen weist er dann Gruppenabhängigkeit auf, wenn Menschen aus unterschiedlichen Gruppen mit gleichen zugrundeliegenden Ausprägungen der Eigenschaft eine unterschiedliche Wahrscheinlichkeit aufweisen, eine gewisse Antwort zu geben.
Die Analyse und Korrektur der Gruppenabhängigkeit spielt besonders eine Rolle bei sogenannten High-Stake-Tests, bei denen nicht nur interessehalber eine Eigenschaft gemessen wird, sondern eine Auswahlentscheidung über verschiedene Sprachräume hinweg vorgenommen wird, so z. B. bei Studienplatzbewirtschaftung in mehrsprachigen Ländern, wie etwa der Schweiz, Kanada, Italien usw.

## Beispiel
In einem deutschlandweit durchgeführten Wissenstest unter Schülern wird die folgende Frage genutzt, um das geografische Wissen abzufragen: „Was ist die Hauptstadt von Hessen?“ Hessische Schüler haben einen Vorteil, da sie viel eher die Hauptstadt ihres eigenen Bundeslandes kennen. Der Indikator ist somit gruppenabhängig und das Testergebnis würde fälschlich den Eindruck erwecken, hessische Schüler hätten bessere geografische Kenntnisse als Schüler aus anderen Bundesländern.